# Parafia Wniebowzięcia Najświętszej Maryi Panny w Dębnie
Parafia Wniebowzięcia Najświętszej Maryi Panny w Dębnie – należy do dekanatu nowomiejskiego w archidiecezji poznańskiej. Swoją siedzibę ma w Dębnie 25.
Parafia posiada kościół parafialny, wybudowany w latach 1444-1447, wpisany do rejestru zabytków, mieszczący się w Dębnie 25
Do parafii należą wierni z części gminy Nowe Miasto nad Wartą oraz gminy Żerków.

## Kościoły i kaplice
- kościół parafialny – Wniebowzięcia Najświętszej Maryi Panny – Dębno 25
- kościół filialny – św. Brata Alberta – Chrzan, ul. Dworcowa 6

## Msze święte
- Dębno (kościół parafialny)
  - niedziele: 8:00 i 12:00
  - dni powszednie: wtorek: godz. 8:00, czwartek i sobota: godz. 18:00
- Chrzan, ul. Dworcowa 6 (kościół filialny)
  - niedziele: 10:00
  - dni powszednie: poniedziałek, środa i piątek: godz. 18:00

## Zasięg parafii
Do parafii należą wierni mieszkający w miejscowości: Chrzan (ul. Akacjowa, ul. Boczna, ul. Długa, ul. Dworcowa, ul. Jabłoniowa, ul. Kolejowa, ul. Krótka, ul. Leśna, ul. Mostowa, ul. Okrężna, ul. Osiedlowa, ul. Polna, ul. Słoneczna, ul. Sosnowa, ul. Sportowa, ul. Wierzbowa, ul. Wiśniowa, ul. Wodna, ul. Żerkowska), Dębno, Hermanów, Franciszków, Lutynia, Wolica Kozia i Wolica Nowa.

## Kancelaria parafialna
- mieści się na plebanii obok kościoła parafialnego
- czynna w każdy czwartek po wieczornej Mszy świętej